# Gwangdo-myeon
Gwangdo-myeon (koreanska: 광도면) är en socken  i staden Tongyeong i provinsen Södra Gyeongsang, i den södra delen av Sydkorea,
300 km sydost om huvudstaden Seoul. Till socknen hör 2 bebodda öar med totalt 22 invånare (2019) och 7 obebodda öar.